# 单带跳螳
单带跳螳（学名：Ameles fasciipennis）是意大利特有及绝灭的一种螳螂。

## 历史
单带跳螳仅已知有一具于意大利托伦蒂诺采集的模式标本，该标本的标签信息模糊不清，但其中的采集时间1871年可能是正确的。自此以后，该物种再也没有被观察或采集到过。

## 栖息地
在19世纪末单带跳螳唯一的标本被采集时，托伦蒂诺的密集耕地可能较现在更少且拥有更多适宜跳螳属物种生活的植物群落，如地中海植被、天然草地和灌木丛，但对于单带跳螳的栖息地仍缺乏详尽的数据。

## 绝灭
单带跳螳曾在2014年于国际自然保护联盟濒危物种红色名录中被评估为极危物种，并因其已有150余年未见而被怀疑可能已经灭绝。此后的数年里有多名专家对单带跳螳的模式产地托伦蒂诺进行过调查，但均以失败告终，故在2020年该物种被宣告绝灭。导致单带跳螳灭绝的原因可能为栖息地破坏，现时的托伦蒂诺已是一片耕地密集的地区，该片区域对于分布在周边的螳螂物种而言并不适宜大规模种群于此生存。然而，基于仅已知有一具标本被采集，现时无确切的信息可表明栖息地减少对于单带跳螳的影响。